# 田嶼碩朗
田嶼 碩朗（たじま せきろう、1878年7月4日 - 1946年3月30日）は日本の彫刻家。明治期から昭和時代初期にかけて活躍した。福井県出身。

## 来歴
1878年（明治11年）7月4日、福井県三国町（現坂井市）に生まれる。故郷で木彫りを学び、後に上京し東京美術学校彫塑科（現東京芸術大学）に入学、在学中は正木直彦、高村光雲に師事。
卒業後は院展、帝展などで入賞を繰り返した。後に彫刻家として東京と札幌にアトリエを構える。生前は詩人室生犀星と親しかった。
北海道および樺太（現サハリン）で銅像制作を主に手がけたが、その作品の多くは戦時中の金属供出により失われほとんど現存していない。
碩朗の末娘による著作「彫刻家 田嶼碩朗」によれば、1926年（大正15年）5月14日建立のクラーク像（以後単に「元像」）は戦争のために1943年（昭和18年）6月に金属供出され、戦後1948年（昭和23年）10月に胸像再建立のため田嶼の残した元像製作時の石膏原型を使用し元像の造形に忠実に再鋳造を行ったところ、「田嶼が既に他界していたこと」「監修として別の彫刻家である加藤顕清が関わっていたこと」の2点が原因となり、加藤を単独製作者と誤記する状況が発生した、と説明している。これらは元像石膏原型の写真が決め手となり判明した。 

## 作品

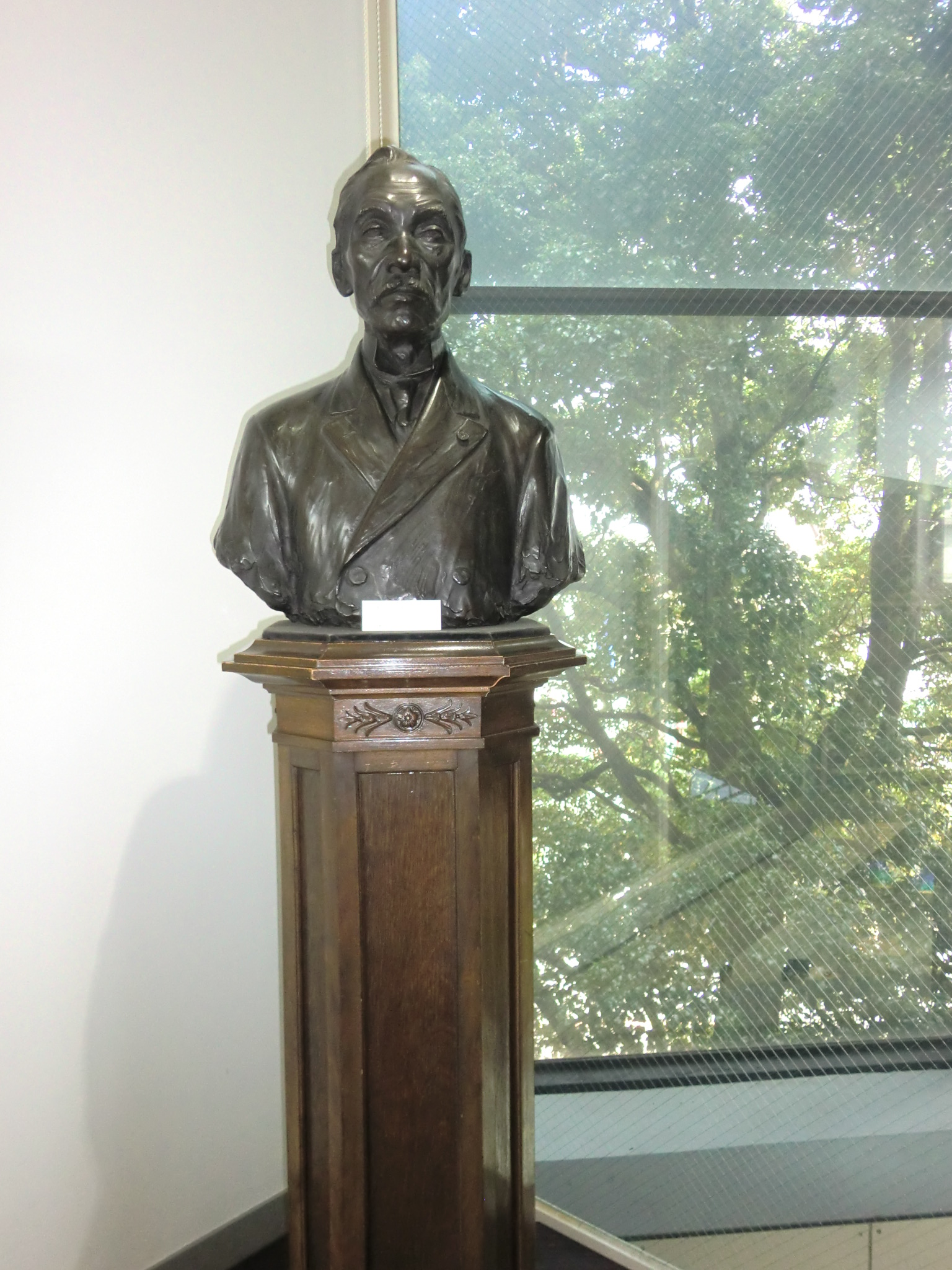
手島精一像

「W.S.クラーク胸像」
1926年（大正15年）5月14日建立、1943年（昭和18年）6月に戦争のため金属供出、1948年（昭和23年）10月再建立。
胸像、北海道札幌市北区、北海道大学構内。現存像は田嶼碩朗の石膏原型を使用し加藤顕清監修の元に再建立されたもの。デザインは東京美術学校時代の恩師である正木直彦。
「聖恩碑」
1939年（昭和14年）4月完成。
塔碑、北海道札幌市、大通公園内。
「手島精一先生像」
1920年（大正9年）製作。
胸像、東京工業大学百年記念館4階。
「浅羽苗邨先生像」
1926年製作。
胸像、北海道札幌市豊平区、北海高校前庭。